# T. Lalnunpuia
T Lalnunpuia (sinh ngày 19 tháng 3 năm 1993 ở Mizoram) là một cầu thủ bóng đá người Ấn Độ thi đấu ở vị trí tiền đạo cho Aizawl ở I-League.

## Sự nghiệp

### Rangdajied United
Lalnunpuia ra mắt cho Rangdajied ở I-League ngày 29 tháng 9 năm 2013 trước Bengaluru tại Sân vận động Bóng đá Bangalore; anh thi đấu đến phút 57 trước khi được thay ra bởi Laldingngheta; và Rangdajied thất bại 3–0.

## Thống kê sự nghiệp
Tính đến 28 tháng 1 năm 2017
| Câu lạc bộ          | Mùa giải            | Giải vô địch        | Giải vô địch | Giải vô địch | Cúp Liên đoàn | Cúp Liên đoàn | Cúp Durand | Cúp Durand | AFC     | AFC       | Tổng    | Tổng      |
| Câu lạc bộ          | Mùa giải            | Hạng đấu            | Số trận      | Bàn thắng    | Số trận       | Bàn thắng     | Số trận    | Bàn thắng  | Số trận | Bàn thắng | Số trận | Bàn thắng |
| ------------------- | ------------------- | ------------------- | ------------ | ------------ | ------------- | ------------- | ---------- | ---------- | ------- | --------- | ------- | --------- |
| Rangdajied          | 2013-14             | I-League            | 19           | 5            | 2             | 0             | 0          | 0          | 0       | 0         | 21      | 5         |
| Aizawl              | 2016-17             | I-League            | 3            | 0            | 0             | 0             | 0          | 0          | 0       | 0         | 3       | 0         |
| Tổng cộng sự nghiệp | Tổng cộng sự nghiệp | Tổng cộng sự nghiệp | 22           | 5            | 2             | 0             | 0          | 0          | 0       | 0         | 24      | 5         |